# 480i
Le format 480i correspond à la norme de télévision 525 lignes analogique adoptée en 1941 définissant également un format vidéo exploitant une image vidéo numérique de définition standard composée de 480 lignes entrelacées à une fréquence de rafraîchissement de 60 Hz puis modifiée à 59,94 Hz, soit à une cadence de 30 images par seconde puis de 29,97 images par seconde ; l'image peut afficher un rapport de 4:3 en mode plein écran ou de 16:9 au format large. La norme concurrente essentiellement exploitée en Europe est le 625 lignes. La définition 525 lignes marque une étape importante dans l'Histoire des techniques de télévision.

## Contexte historique

### La course à la définition
Dès les années 1930, dans les laboratoires et chez les ingénieurs des principales nations industrialisées, une course s'engage pour concevoir et faire adopter par leur pays, la norme de télévision électronique encore en noir et blanc, dont l'une des caractéristiques essentielles est la définition ligne. Entre 1930 et la fin des années 1940, on passe de quelques dizaines de lignes de définition, à la haute définition, proche d'un millier de lignes.

### Contexte stratégique politico-industriel
La précision concernant l'Histoire des techniques de télévision et les Techniques de télévision font l'objet d'articles séparés.
Aux États-Unis, la norme à 525 lignes, 30 images par seconde est officiellement adoptée en 1941, en pleine Seconde Guerre mondiale après une élaboration progressive dans les laboratoires de plusieurs sociétés privées américaines.
De son côté, le format à 625 lignes développé par des ingénieurs de télévision russes est notamment soutenu puis adopté par l’Allemagne et la Suisse. Ce format va s'imposer partout où la norme américaine à 525 lignes n'est pas adoptée. Après avoir provisoirement conservé le 441 lignes allemand, la France choisit de défendre sa propre norme de haute définition noir et blanc à 819 lignes, en s'isolant du reste du monde, avant d'adopter pour ses nouvelles chaînes dès 1963, le format 625 lignes créé par les soviétiques en 1944 et adopté officiellement en 1946.

### Étapes importantes pour la course à la définition
Les étapes historiques les plus marquantes débouchent successivement sur les formats réellement exploités :
- 405 lignes du Royaume-Uni, exploité de 1937 à 1985[6]
- 441 lignes de l'Allemagne, exploité en Europe entre 1935 et 1955[7].
- 455 lignes de la France entre 1937 et 1940[3].
- 525 lignes des États-Unis, de 1941 à 2010.
- 625 lignes des soviétiques, créé en 1944, adopté en 1946 par l'URSS[5], exploité en Europe depuis 1948[8].
- 819 lignes d'Henri de France, développé en 1944 et exploité de 1947 à 1983, en France[3].

À partir du milieu des années 1950, la course à la couleur supplante celle relative à la définition de l'image TV, ce qui entraine l'abandon progressif des formats noir et blanc de définition 405 lignes britannique et 819 lignes français.
Les deux formats 525 lignes et 625 lignes subsistent jusqu'à aujourd'hui car ils font partie des définitions normalisées des systèmes vidéo numériques, tels que les signaux HDMI, notamment.

## Description
Le 480i est l'équivalent numérique de la norme M de télévision analogique à 525 lignes et son standard couleurs associé NTSC, auquel il faut ajouter le PAL-M et le SÉCAM-M ; ces systèmes possèdent un total de 525 lignes entrelacées pour 485 lignes actives (484 lignes complètes, plus deux demi-lignes). Le 480i est à l'origine issu de la numérisation de ces signaux analogiques.
Le système prévoit la numérisation de 480 lignes sur les 485 lignes actives ; autrement dit, les 2,5 premières et les 2,5 dernières lignes ne sont pas numérisées. La raison pour laquelle on ne numérise pas ces lignes est que d'une part, la plupart des téléviseurs ne les afficheraient de toute façon pas à cause du phénomène de surbalayage, et que d'autre part la plupart des codecs préfèrent travailler avec des images dont les dimensions sont divisibles par 16. La définition horizontale, quant à elle, peut varier, et dépend de la fréquence d'échantillonnage utilisée pour la numérisation du signal. Dans sa variante la plus répandue — notamment utilisée par les DVD-Vidéo — chaque ligne comporte 720 pixels ; cette définition peut représenter soit une image 4/3, soit une image 16/9 anamorphosée, car les pixels sont typiquement rectangulaires. Une autre variante utilise des pixels carrés et une définition de 640×480 en 4/3.
La fréquence de rafraîchissement est fixe, contrairement aux normes haute définition 720p et 1080i, et fixée à 60×(1 000÷1 001) Hz (tous les systèmes analogiques à 525 lignes fonctionnent à cette fréquence), soit environ 59,94 Hz et souvent arrondie à 60 Hz pour simplifier les notations. La notation complète de la norme est donc 480i60.

## Utilisation

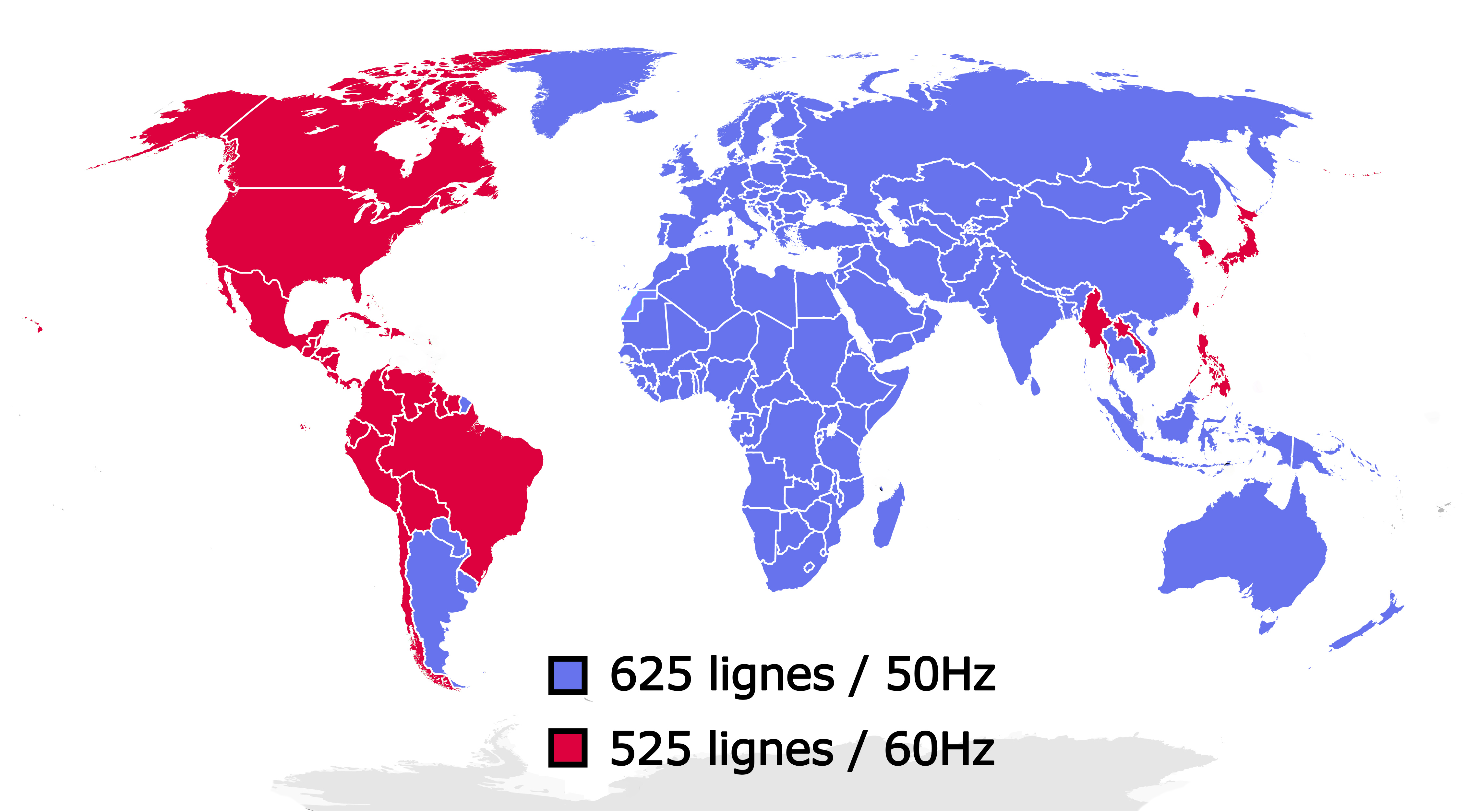
Carte mondiale de répartition par pays, du format de télévision et vidéo analogique, caractérisé par la définition et la fréquence du courant électrique local. Répartition en vigueur à partir de 1985. À ne pas confondre avec la norme de télédiffusion ou avec le standard couleur NTSC, PAL ou SÉCAM. Voir Fréquences des canaux de télévision

Le 480i est utilisé lors de la numérisation de signaux à 525 lignes (l'équivalent pour les systèmes à 625 lignes est le 576i). Par le passé, ce format servait d'intermédiaire numérique entre l'acquisition des images et leur diffusion en analogique. Mais, avec l'apparition et la multiplication des caméras numériques et l'apparition de la télévision numérique terrestre, le 480i est également devenu un format de production et de diffusion.

## Résumé
Définition d'image : 720×480 (DVD, ATSC), 704×480 (DVD), 640×480 (ATSC), 480×480 (SVCD), 352×480 (DVD)

Type de balayage : entrelacé

Cadence d'images : environ 30 images par seconde (60 trames par seconde)

Rapport d'aspect : 4/3, 16/9.